# Estadio Revolución (Guatemala)
El Estadio Revolución se encuentra ubicado en el campus central de la Universidad de San Carlos en la Ciudad Universitaria ubicada en la zona 12 de la Ciudad de Guatemala, con una capacidad para albergar a 5000 aficionados.